# 江口乡 (池州市)
江口乡是安徽省池州市贵池区曾经下辖的一个乡，驻地在池州城区东北方16公里的下江口。江口乡已于1999年撤销，辖区划归江口街道办事处。

## 历史
江口乡在明朝时为一军营驻地。民国34年（1945年）设立贵池县老坝乡。1949年改名为江口乡，因其境内有上下江口而得名。1952年更名为馒头乡，以境内丘陵馒头山命名。1958年9月，贵池县推行人民公社化运动，馒头乡改为馒头公社，年底划入梅龙公社。1965年划入观前公社。1968年1月并入池州镇。1972年从池州镇析出设立江口公社，隶属池州区公所。1977年隶属城关区公所。1984年3月贵池县废人民公社体制，开始设区建乡体制改革，江口公社更名为江口乡，属于贵池县城关区。1999年，江口乡撤销，设立江口街道。

## 地理
江口位于贵池区东北部，东依梅龙镇，南邻马衙镇，西接秋浦街道，北临长江。南部为丘陵区；北部是为沿河圩区，常受洪涝灾害。
江口乡属于亚热带季风气候。2000年，有耕地14,374亩，盛产水稻、小麦、油菜等农作物；森林面积33,616万亩，森林覆盖率33.6%。

## 基础设施建设
1984年，江口乡有一所初中，小学27所，学生2,200人，有影剧院1座。乡办卫生院1所。
1988年前，集镇建设发展缓慢，集镇居户不足200户。到2000年集镇面积已达0.6平方公里，人口达2000多人。
1999年初，一座日产2000吨的自来水厂建成并投入使用。到2000年共有500户人家安装电话。

## 行政区划
江口乡下辖以下地区：
大兴村、永兴村、江口村、同义村、顺利村、三范村、查村村和流坡村。